# 硝子の線
『硝子の線』（がらすのせん、英: Glass Line）は、日本の音楽家・Teleの曲。通算20作目の配信限定シングルとして2025年6月25日にトイズファクトリーからリリースされた。

## 背景・リリース
前作『DNA』から約3か月ぶりの配信限定シングル。「硝子の線」とカップリング曲の「がらすの線」はウェブアニメ『タコピーの原罪』のエンディングテーマとして書き下ろされた。
5月20日に行われた『タコピーの原罪』の先行上映会でエンディングテーマを作品のために書き下ろした新曲『がらすの線』で担当することが発表され、同日に楽曲を使用したアニメのPVが公開された。
楽曲の担当発表にあわせ、同作のファンでもあるTeleは「タコピーという存在に自分を重ねてしまう。ある一面では音楽だってハッピー道具みたいなものだから。この曲の間だけは穏やかに呼吸して欲しいと思って作った。まるで旧知己へ手紙を送るように音を重ねていった。そんな気持ちにさせてくれる作品に関われて大変光栄です。本当にありがとうございます。（一部抜粋）」とコメントしている。
配信限定シングルのジャケットデザインは、美術作家の中村菜月が実際に楽曲を聴いて描き下ろした作品。Tele本人の希望によりコラボレーションが実現した。
また、リリースと同日に楽曲のミュージックビデオが公式YouTubeチャンネルで公開された。監督は『残像の愛し方』でもタッグを組んだ岡本太玖斗が務め、映像にはTeleとEmiri Obaraが出演している。

## 制作
表題曲「硝子の線」は、Tele自身が『タコピーの原罪』との接続点として位置づけつつ、本作のカップリング曲で『タコピーの原罪』エンディングテーマの「がらすの線」を解釈を広げ再構築し、楽曲の持つ世界観を広げる形で制作された。
制作当初、曲中では作品の登場人物だけを描き自身については歌わないつもりであった。しかし制作を進める中で「彼のことを書こうとしたら、僕の話になっていた」と語っているように、自身の記憶が自然と作品と重なっていったという。
歌詞の中に登場人物と直接的に結びつかない表現が含まれているのは、Tele自身の幼少期の記憶や感情が反映されているためであると述べており、作品に対する思い入れについても「好きと必然性100％で作ったため、バズるとかは確実にない」と断言している。そうした個人的な感情を含みながらも、Teleはこの作品を「現実の延長線上にある作品」と捉えている。
「硝子の線 remixed by vq」は、Teleと同世代のミュージシャン・vqによるリミックスバージョン。この楽曲の世界観に合うと感じ、Teleからvqに「楽曲をぶっ壊してほしい」とリミックス制作をオファーしたことで実現した。
カップリング曲「がらすの線」は、『タコピーの原罪』のエンディングテーマとして書き下ろす形で制作された。楽曲はボーカルとピアノのみで構成されており、ピアノの収録ではクリック（メトロノーム）を使わずに録音された。これは、デモ段階で自身が弾いていたピアノの拙さから生まれた音の揺らぎが、登場人物らの心情をより適切に表現できると考えたためであるという。

## 収録内容
| 全作詞・作曲: 谷口喜多朗。 |                            |            |            |            |      |
| #                          | タイトル                   | 作詞       | 作曲・編曲 | 編曲       | 時間 |
| 1.                         | 「硝子の線」               | 谷口喜多朗 | 谷口喜多朗 | 谷口喜多朗 | 4:16 |
| 2.                         | 「硝子の線 remixed by vq」 | 谷口喜多朗 | 谷口喜多朗 | vq         | 4:35 |
| 3.                         | 「がらすの線」             | 谷口喜多朗 | 谷口喜多朗 | 谷口喜多朗 | 1:05 |
| 合計時間:                  | 合計時間:                  | 合計時間:  | 9:56       |            |      |

## 参加ミュージシャン
硝子の線
- 谷口喜多朗（Tele）：ボーカル、トイピアノ、プログラミング
- 林正樹：ピアノ
- 森瑞希：ドラムス
- 馬場庫太郎：エレクトリックギター
- Yukichika：キッズコーラス

硝子の線 remixed by vq
- vq：リミキサー、プログラミング

がらすの線
- 谷口喜多朗（Tele）：ボーカル、プログラミング
- 林正樹：ピアノ

## タイアップ
- Webアニメ『タコピーの原罪』第6話 エンディングテーマ (#1)
- Webアニメ『タコピーの原罪』第1話～第5話 エンディングテーマ (#3)